# D'Belle Époque
Pour plus de détails, voir Fiche technique et Distribution.
D'Belle Époque est un film documentaire luxembourgeois réalisé par Andy Bausch et sorti en 2012.

## Synopsis
Le film retrace l'ère de la Belle Époque au Luxembourg à l'aide d'archives et de reconstitutions historiques.
Le film remonte le temps à partir d'août 1914, et passe en revue la création des Aciéries réunies de Burbach-Eich-Dudelange, l'immigration italienne, la Grande Duchesse Marie-Adélaïde, le centre thermal de Mondorf-les-Bains, le culturiste John Grün (lb), la fête foraine Schueberfouer, le discours en luxembourgeois de Caspar Mathias Spoo (lb) à la Chambre des députés, l'émergence des partis politiques et des syndicats, le coureur cycliste François Faber, les photographes Charles Bernhoeft et Batty Fischer, le ministre d'État Paul Eyschen, le « docteur rouge » Michel Welter, le tramway hippomobile et le Jangli, le pont Adolphe, la maison de champagne Mercier et Cie, Aline et Émile Mayrisch, la grève de l'usine sidérurgique de Differdange (lb) en 1912, Michel Théato, le premier club de football, les premiers avions , les journaux de l'époque, dont Der arme Teufel (lb), le Café Jentgen sur la place d'Armes, Batty Weber (lb), Litty (lb), le Wild West Show de Buffalo Bill, le capitaine de Köpenick ou les premières salles de cinéma.

## Fiche technique
- Titre original : Back in Trouble[2],[3]
- Réalisation : Andy Bausch
- Scénario : Andy Bausch
- Photographie : Carlo Thiel (lb)
- Montage : Misch Bervard (lb)
- Musique : Serge Tonnar (lb), Georges Urwald (lb)
- Décors : François Dickes
- Production : Paul Thiltges (lb), David Grumbach
- Sociétés de production : Paul Thiltges Distributions (lb)
- Pays de production :  Luxembourg
- Langue originale : luxembourgeois
- Format : couleurs
- Genre : Film documentaire
- Durée : 98 minutes
- Dates de sortie : 
  - Luxembourg : 16 mars 2012

## Distribution
- Vicky Krieps : Belle
- Gintare Parulyte (lb) : Betty
- Marco Lorenzini (lb) : le père de Belle
- Myriam Muller : l'émigrante de 1re classe
- Steve Karier : Batty Weber
- Massimo Brancatelli : Fabrizio
- Sébastien Tasch : l'amant de Belle
- Serge Wolff
- Pitt Simon : l'ouvrier métallurgiste
- Ender Frings : le député A
- Tom Leick : le journaliste
- Jules Werner
- Frank Sasonoff : le chanteur d'opéra
- Nilton Martins : le chauffeur de Belle
- Max Thommes
- Jean-Paul Raths
- Fred Frenay
- Pol Hoffmann
- Henri Losch : le fumeur au cigare
- Finnur Dór Thordarson : le photographe Charles Bernhoeft
- Gilles Soeder